# Трпин (Крупина)
Трпин (слч. Trpín) насељено је мјесто са административним статусом сеоске општине (слч. obec) у округу Крупина, у Банскобистричком крају, Словачка Република.

## Становништво
| Година:    | 1994. | 2004.    | 2014. | 2024.    |
| ---------- | ----- | -------- | ----- | -------- |
| Број људи: | 137   | 118      | 118   | 106      |
| Разлика:   |       | -13,86 % | +0 %  | -10,16 % |

| Година:    | 2023. | 2024.   |
| ---------- | ----- | ------- |
| Број људи: | 113   | 106     |
| Разлика:   |       | -6,19 % |

Према подацима о броју становника из 2024. године насеље је имало 106 становника.